# Carlton Draught
Carlton Draught je vrsta avstralskega piva, ki ga izdeluje in prodaja Carlton & United Beverages. Pivo ima alkoholno stopnjo 4,6% in sodi med lager pivo. 

## Opis
Carlton Draught je svetli lager, ki se najbolje prodaja kot točeno pivo v avstralskih zveznih državah Victoria, New South Wales, Queensland, Južna Avstralija. Prodajajo ga tudi ustekleničenega in v pločevinkah. Prodajajo ga v 375 ml steklenicah s kratkim vratom, imenovanih »stubbie« ter v običajnih steklenicah z vsebnostjo 750ml. Pločevinke so na voljo samo v 375 ml izvedbi.
Leta 2003 so vsebnost alkohola s prvotnih 5,0% znižali na 4,6%, da so si zagotovili nižjo davčno stopnjo. Zvezna vlada je takrat namreč zvišala davčno stopnjo za alkoholne pijače, ki vsebujejo več kot 5 vol % alkohola. Takrat so v podjetju tudi zamenjali logotip Carlton Draughta in sprožili novo oglaševalsko kampanjo. Carlton Draughtu za izboljšanje okusa dodajajo sladkor sladkornega trsa.